# Ilja Perfiljev
Ilja Perfiljev (rusky Илья Перфильев, 17. století) byl ruský kozák, průzkumník a zakladatel Verchojansku.
O životě kozáckého velitele Ilji Perfiljeva toho není příliš známo. Sloužil jako výběrčí jasaku v nově získaných severních oblastech. V letech 1633–1635 velel kozáckému oddílu, který se jako první dostal po Leně až k ústí do Severního ledového oceánu. Současně s ním plul i oddíl Ivana Ivanoviče Rebrova. Perfiljev na kočích prozkoumal severní pobřeží až k ústí řeky Jany. Postupoval dále až objevil dnešní Jano-indigarskou nížinu.
V roce 1636 vyrazil po horním toku Jany a založil zde v roce 1638 zimoviště, dnešní město Verchojansk.
O dalším životě Perfiljeva ani o jeho smrti není nic více známo.